# Takashi Sorimachi
Takashi Sorimachi (反町隆史, Sorimachi Takashi, nascido Noguchi Takashi (野口 隆史)) (Saitama, 19 de Dezembro de 1973) é um ator, cantor e modelo japonês. Ele é considerado o Tom Cruise do Japão. Tornou-se bastante conhecido pelo papel de Eikichi Onizuka no live action Great Teacher Onizuka (GTO). Em 2001, casou-se com a também atriz japonesa Nanako Matsushima (com quem fez par romântico em GTO), com quem tem duas filhas, nascidas em 2004 e 2007. Devido à popularidade da versão dorama de GTO, Sorimachi foi considerado um dos atores mais populares do Japão na época, e até hoje sua influência na mídia é notável. (fonte: Wikipédia japonesa)

## Filmografia

### Dramas (TV)
- Lotto 6 de San-oku Ni-senman En Ateta Otoko (2008)
- Dream Again (2007)
- Zou no Hanako (2007)
- Sengoku Jieitai (2006)
- 14 Sai no Haha (ep10-11 - 2006)
- Rokusen Nin no Inochi no Visa (2005)
- Wonderful Life (2004)
- Sheeraza Do (2004)
- Hotman 2 (2004)
- Ryuuten no ouhi - Saigo no koutei (2003)
- Hotman (Furiya Enzo - 2003)
- Toshiie to Matsu (2002)
- Double Score (2002)
- Number One (2001)
- Love Complex (2000)
- Cheap Love (1999)
- Over Time (1999)
- Great Teacher Onizuka (Onizuka Eikichi - 1998)
- Virgin Road (1997)
- Beach Boys (1997)
- Tsubasa wo Kudasai (1996)
- Uchi ni Oideyo (1995)
- Maido Jammer Shimasu (1995)
- Ryoma ni Omakase (1995)
- Miseinen (1995)
- Maido Gomen Nasai (1994)

### Filmes
- The Blue Wolf: To the Ends of the Earth and Sea (2007)
- Yamato (2005)
- 13 Kaidan (2003)
- Full Time Killer (2001)
- Great Teacher Onizuka (1999)
- Kimi wo Wasurenai (1995)